# Florin Lehaci
Florin Lehaci (n. 26 martie 1999, Câmpulung Moldovenesc⁠(d), Suceava, România) este un canotor român.
Sportivul a devenit de trei ori vicecampion european la proba de opt plus unu, în 2020, 2021 și 2023. În 2024 a câștigat medalia de argint la proba de dublu rame la Campionatul European de la Seghedin, alături de Florin Arteni. În plus a luat bronzul la patru rame (2022) și la opt plus unu (2024). Lehaci a participat de două ori la Jocurile Olimpice, la Tokio 2021 și la Paris 2024.
Florin Lehaci este căsătorit cu canotoarea Maria Lehaci. Și sora sa Ionela Cozmiuc este canotoare.

## Disctincții
- 2025 - Cetățean de onoare al Craiovei[8]